# Culex annulirostris
Culex annulirostris är en tvåvingeart som beskrevs av Frederick Askew Skuse 1889. Culex annulirostris ingår i släktet Culex och familjen stickmyggor. Inga underarter finns listade i Catalogue of Life.

## Bildgalleri

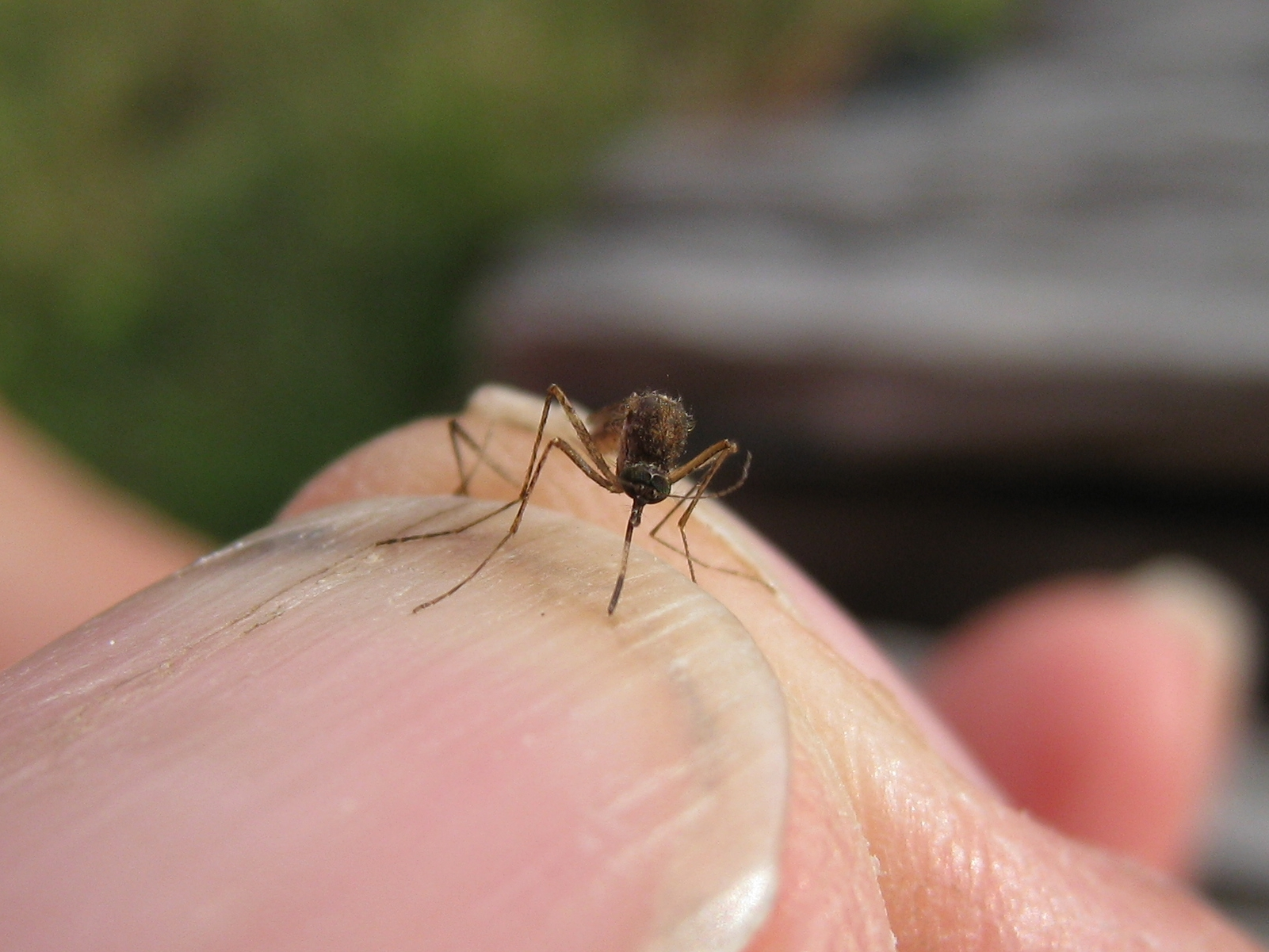